# United Cup
L'United Cup est un tournoi international annuel de tennis professionnel mixte par nations, organisé conjointement par l'ATP et la WTA.
La première édition de la compétition a eu lieu en 2023. Elle se déroule début janvier, avant l'Open d'Australie, dans trois villes australiennes : Brisbane, Perth et Sydney. La compétition se déroule en deux phases : une première phase de poules puis une phase finale avec les quatre meilleures équipes.

## Déroulement
La compétition se déroule sur 10 jours en Australie. La phase de poules se déroule dans les villes de Brisbane, Perth et Sydney et la phase finale se tient à Sydney.
18 équipes, composées de 3 ou 4 joueurs et 3 ou 4 joueuses, sont qualifiées. Les 12 premières équipes sont qualifiées d'après les 6 joueurs participant les mieux classés dans le classement ATP et les 6 joueuses participantes les mieux classées dans le classement WTA. Les 6 équipes suivantes sont qualifiées en fonction du classement combiné de leurs numéros 1 masculin et féminin.
Chaque ville accueille 2 groupes de 3 équipes qui se rencontrent sous le format des poules. Les matchs se composent de 2 rencontres en simple masculines, 2 rencontres en simple féminines et 1 rencontre en double mixte. Les vainqueurs de la finale par ville ainsi que la meilleure équipe finaliste sont qualifiés pour la phase finale qui se déroule par élimination directe. À partir de la 2e édition de 2024, chaque confrontation entre deux pays comporte trois matchs : un en simple dames, un en simple messieurs et un en double mixte.

## Primes et points
Cette compétition offre des points au classement ATP et au classement WTA. Un joueur peut gagner jusqu'à 500 points.

## Palmarès
| Édition | Vainqueur  | Score | Finaliste |
| ------- | ---------- | ----- | --------- |
| 2023    | États-Unis | 4-0   | Italie    |
| 2024    | Allemagne  | 2-1   | Pologne   |
| 2025    | États-Unis | 2-0   | Pologne   |